# Абашев-Константиновський Авраам Львович
Абашев-Константиновський Авраам Львович (27.12.1900, м. Біла Церква, Київська губернія — 26. 08. 1977, Київ, УРСР) — український лікар-психіатр, доктор медичних наук. Завідувач кафедри психіатрії Київського медичного інституту.

## Біографія
Навчався в Київському медичному інституті, який закінчив 1927 року. Стажувався у Олександра Гервера в Державному інституті медичних знань та Петра Останкова у 1-му Ленінградському медінституті, а потім у Києві в клініці Валентина Гаккебуша.
Працював у Київському психоневрологічному інституті. У 1930—1934 роках був старшим науковим співробітником, у 1935—1941 і 1945—1950 роках завідував клінікою інституту. У 1938 році захистив докторську дисертацію «Моторні розлади при шизофренії». З 1939 року — професор.
Паралельно в 1934—1939 роках був завідувачем кафедри психіатрії Київського медичного інституту, що тоді належала до санітарно-гігієнічного факультету.
Під час Другої світової війни служив у Червоній армії, був головним психіатром Брянського та 2-го Прибалтійського фронтів.
У 1947—1950 роках був завідувачем відділу патологічної психології Інституту психології.
У 1950 році було створено Український інститут нейрохірургії, де Авраам Абашев очолив відділення органічної психопатології.
Був членом Психоневрологічної комісії при МОЗ УРСР. Входив до редакційної ради журнала «Лікарська справа». Нагороджений двома орденами і низкою медалей.

## Науковий внесок
Досліджував органічні ураження мозку при травмах, пухлинах, нейроінфекціях, судинних хворобах, шизофренії тощо. Описав локальні ураження кори та інших відділів головного мозку та їхній вплив на розвиток симптомів та змін свідомості.
Його іменем названий синдром Абашева-Константиновського.

## Наукові праці
Авраам Абашев є автором понад 100 наукових публікацій, серед яких 5 монографій.
- Моторные нарушения при шизофрении. Киев: Медгиз УССР, 1939. 137 с.
- Воздушная контузия мозга. Рига: VAPP, 1945. 43 с.
- За здоровий побут молоді. Київ: Молодь, 1954. 48 с.
- Психічні порушення при органічних захворюваннях головного мозку. Київ: Держмедвидав УРСР, 1959. 247 с.
- Психопатология при опухолях головного мозга. Москва: Медицина, 1973. 200 с.
- О патологии сознания при стволовых и подкорковых поражениях головного мозга // Журн. невропат. и психиатр. им. С. С. Корсакова. — 1961. — Т. 61. — No 1. — С. 78–85.